# Konrad Celtes

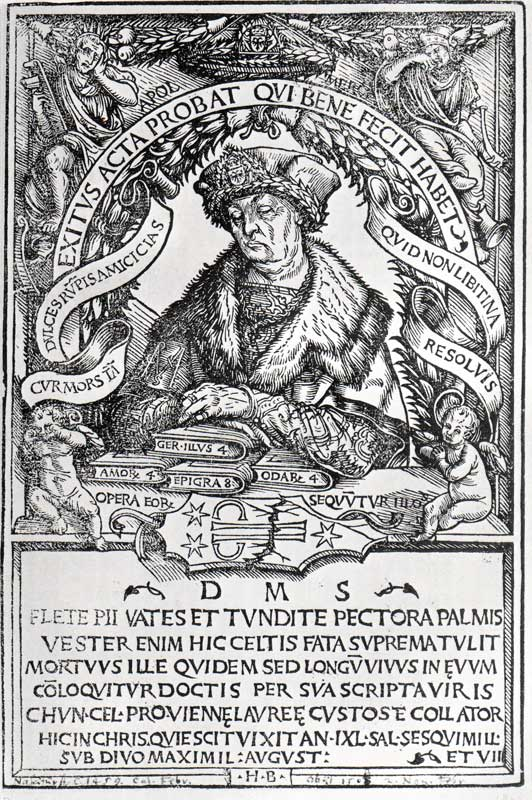
Konrad Celtes, träsnitt av Hans Burgkmair, 1507.

Konrad Celtes, Conrad Celtes eller Conrad Celtis, född Konrad Bickel 1 februari 1459 i Wipfeld, Franken, död 4 februari 1508 i Wien, var en tysk renässanshumanist och poet.

## Biografi
Celtes företog studier i Köln och Heidelberg. Under tiden i Heidelberg undervisades han av Johann von Dalberg och Rudolf Agricola. Han var sedan verksam som föreläsare i humanistiska ämnen i Erfurt, Rostock och Leipzig. Hans första litterära arbete, Ars versificandi et carminum, utkom 1486 och är en lära i att skriva vers. Han företog studieresor till Rom, Florens, Bologna och Venedig. 
Kurfursten Fredrik III av Sachsen utsåg Celtes till poeta laureatus i anslutning till sin tronbestigning, och vid ceremonin i Nürnberg erhöll Celtes också doktorstitel. Därefter fortsatte han föreläsa runt om i kejsardömet. Med tiden hamnade han i Kraków där han ägnade sig åt matematik, astronomi och naturvetenskap, och lärde känna andra humanister såsom Lorenz Rabe och Bonacursius. Han stiftade också ett sällskap enligt mönster från de romerska akademierna. Den lokala grenen av sällskapet kallades Sodalitas Litterarum Vistulana (Det litterära sällskapet vid floden Vistula).
År 1490 reste han genom Wrocław till Prag som var huvudstad i Böhmen. Hartmann Schedel använde Celtes beskrivningar av Wrocław till sin Schedelsche Weltchronik. I Ungern bildade han Sodalitas Litterarum Hungaria, som senare skulle kallas Sodalitas Litterarum Danubiana och ha sin bas i Wien. Han besökte flera städer, grundade Sodalitas Litterarum Rhenana i Heidelberg, och gav en berömd föreläsning för studenter i Ingolstadt 1492 där han uppmanade germaner att övertriumfa italienarna i lärdom och vitterhet. Föreläsningen anfördes ofta under den tyska nationalismens 1500-tal.
Medan en pest härjade i Ingolstadt undervisade Celtes i Heidelberg, nu såsom professor. 1497 kallades han av kejsar Maximilian I till Wien, såsom lärare i poetkonsten och konversation och fick imperiets privilegium, det första i sitt slag. Där undervisade han i klassisk litteratur och grundade år 1502 Collegium Poetarum, en poetskola. Han avled fem år senare i staden.

## Verk
Konrad Celtes undervisning hade varaktigt inflytande, i synnerhet för historieämnet. Han var den förste att undervisa i världshistoria. Han påbörjade arbetet Germania Illustrata med Germania generalis och De rigine situ, moribus et institutis Norimbergae libellus. Han upptäckte och utgav Hroswitha av Gandersheim, samt utgav på latin Tacitus Germania;
i utgåvan av Cornelij Taciti Historiae Augustae, Vendig 1497.
Celtes upptäckte också en karta med militära vägar i Romerska imperiet, Tabula Peutingeriana. Han samlade otaliga grekiska och latinska handskrifter i egenskap av bibliotekarie i det kejserliga biblioteket som grundades av Maximilian I.
Konrad Celtes var mer något av en fritänkare som värderade forntida hedendom än en förkämpe för kristna ideal. Hans vän Willibald Pirckheimer hade djupa samtal med honom i det ämnet.